# Aphyosemion thysi
Aphyosemion thysi és una espècie de peix de la família dels aploquílids i de l'ordre dels ciprinodontiformes.

## Morfologia
Els mascles poden assolir els 4,5 cm de longitud total.

## Distribució geogràfica
Es troba a Àfrica: sud-oest de la República del Congo.